# (5158) Ogarev
(5158) Ogarev es un asteroide perteneciente al cinturón de asteroides, descubierto el 16 de diciembre de 1976 por la astrónoma soviética Liudmila Chernyj desde el Observatorio Astrofísico de Crimea (República de Crimea), Rusia).

## Designación y nombre
Designado provisionalmente como 1976 YY. Fue nombrado Ogarev en honor al periodista y poeta ruso Nikolái Ogariov.